# Gillotia
Gillotia — рід грибів родини Mycosphaerellaceae. Назва вперше опублікована 1913 року.

## Класифікація
До роду Gillotia відносять 4 види:
- Gillotia maxima
- Gillotia opuntiarum
- Gillotia orbicularis
- Gillotia uberata